# Puente Zurita (Tranvía de Tenerife)
Puente Zurita es una parada de la línea 1 del Tranvía de Tenerife situada en la Avenida Islas Canarias, justo donde el puente Zurita salva el Barranco de Santos. Se inauguró el 2 de junio de 2007, junto con todas las de la línea 1.

Fue construido en 1754 salvando el barranco de Santos para la construcción de la carretera Santa Cruz-La Laguna. 
La implantación del tranvía supuso la remodelación del puente, rehabilitándose la antigua infraestructura y ampliándose su tablero.

## Accesos
- Puente Zurita (Avenida Islas Canarias) (Antigua Avenida General Mola)

## Líneas y conexiones

### Tranvía
| Línea | Origen         | Destino  |
| ----- | -------------- | -------- |
|       | Intercambiador | Trinidad |

## Lugares próximos de interés
- Bingo Colombófilo
- Multicines Renoir Price
- Oficina del Servicio Canario de Empleo
- Parque de La Granja
- Biblioteca Pública del Estado en Santa Cruz de Tenerife (Casa de la Cultura)
- Hospital Febles Campos